# Iwan Koslow (Skispringer)
Iwan Koslow (ukrainisch Іван Козлов; * 6. Mai 1978 in Kiew, damals Ukrainische SSR der Sowjetunion) ist ein ehemaliger ukrainischer Skispringer.

## Werdegang
Koslow gab sein internationales Debüt im Rahmen der Nordischen Junioren-Skiweltmeisterschaften 1994 in Breitenwang, wo er den 64. Platz im Einzelwettkampf sowie den 17. Platz bei Teamspringen belegte. Auch zwei Jahre später in Asiago erreichte er bei den Juniorenweltmeisterschaften 1996 mit dem Team nur den letzten Platz, wohingegen er sich beim Einzelspringen auf den 54. Platz verbessern konnte. Seine ersten Continental-Cup-Punkte gewann Kozlow Ende Januar 1997 in Zakopane mit Erreichen des 23. Ranges. Wenige Wochen später nahm er an der Nordischen Skiweltmeisterschaft 1997 in Trondheim teil. Von der Normalschanze belegte er den 57. und von der Großschanze den 43. Platz. Stärker war seine Leistung bei den Olympischen Winterspielen 1998 in Nagano. Hier verpasste er auf der Normalschanze als 31. den 2. Durchgang nur knapp. Auch von der Großschanze erzielte er als 36. ein gutes Ergebnis. Am 16. Januar 1999 qualifizierte er sich im polnischen Zakopane erstmals für ein Weltcupspringen und belegte den 42. Platz. Im nächsten Monat war er wieder im Hauptfeld eines Weltcupspringens vertreten, da in Harrachov die Qualifikation abgebrochen werden musste. Er belegte den 54. Platz. Danach sprang er noch bis zur Saison 2001/02 im Continental Cup, blieb aber ohne Erfolge.
2002 beendete er im Alter von nur 24 Jahren wegen Erfolglosigkeit seine Karriere.

## Statistik

### Continental-Cup-Platzierungen
| Saison  | Platz | Punkte |
| ------- | ----- | ------ |
| 1996/97 | 257.  | 08     |
| 1997/98 | 177.  | 38     |
| 2000/01 | 233.  | 04     |